# Mавик (дрон)
Мавик је серија склопивих дронова са четири ротора (квадкоптер) кинеске компаније Ди-Џи-Ај (енг: DJI) који се управљају помоћу даљинског управљача. Намењени су за прављење фотографија из ваздуха и видео материјала, како за приватну тако и за комерцијалну употребу.

## Мавик

### Мавик Про (Mavic Pro)
Његов излазак најављен је у септембру 2016, а на тржишту се појавио крајем исте године. Представља први дрон из породице Мавик. Овај дрон се сматра за једним од првих дронова за широку употребу, са могућношћу да прави видео материјал 4К квалитета, са дометом од око 7 километара и аутономијом лета од 27 минута. Годину дана касније (2017), компанија Ди-Џи-Ај најавила је производњу верзије Мавик Про Платинум (Mavic Pro Platinum) која је представљала побољшану верзију свог претходника. Нова верзија повећала је аутономију лета (30 минута) захваљујући унапређеним моторима и карактеристикама и другачијом израдом пропелера. Овим побољшањима овај тип дрона постао је бржи и ефикаснији у раду.

### Мавик Ер (Mavic Air)
Мавик Ер се појавио на тржишту почетком 2018. године, а представља први, тзв. „џепни“ и преносиви дрон који има могућност да прави видео материјал у 4К квалитету и 30 фрејмова у секунди. Дрон има стабилизацију камере (гимбал) по све три осе и објектив од 25 милиметара. Поседује опцију SmartCapture, тродимензионални систем сензора и може да лети до 21 минут. Побољшана верзија овог дрона Мавик Ер 2 (Mavic Air 2) се појавила 2020. године, а једна од новина представља индикатор упозорења на оближње авионе и хеликоптере.

### Мавик 2 Про и Мавик 2 Зум (Mavic 2 Pro/Mavic 2 Zoom)
Августа 2018, компанија Ди-Џи-Ај представила је дронове Мавик 2 Про и Мавик 2 Зум. Оба дрона имају по 10 сензора за избегавање препрека распоређених на свим странама и максималну аутономију лета од 31 минут. Камера на овим дроновима има могућност прављења видео записа у 4К квалитету са 30 фрејмова у секунди. Мавик 2 Зум има и опцију увећања (зумирање) од 4 пута (оптичко увећање 2 пута и дигитално увећање 2 пута) и камеру од 12 мегапиксела. Дрон Мавик 2 Про поседује камеру произвођача Хаселблад и опцију „убрзаног снимка“ (Hyper Timelapse).

### Мавик 2 Ентерпрајз (Mavic 2 Enterprise)
Двадесетдеветог октобра 2018. Ди-Џи-Ај је објавио да је на тржишту дронова дошао нови дрон – Мавик 2 Ентерпрајз. Овај дрон обједињује могућности претходних дронова из серије Мавик 2 с тим што садржи три додатка које могу користити спасилачке службе али и могу наћи примену у индустрији. У питању су М2Е светло (јачине 2400 лумена), М2Е звучник (који има могућност да емитује 10 унапред снимљених порука јачином од 100 децибела) и М2Е блинкер (трептајуће светло које је видљиво на удаљености од три миље чиме омогућава контролисања летећих објеката на ноћном небу које је прописала америчке Федералне управе за цивилно ваздухопловство).

### Мавик Мини (Mavic Mini)
Ди-Џи-Ај обелоданила је нови дрон „за почетнике“, Мавик Мини, 30. октобра 2019. као замена за некадашњи Спарк (DJI Spark). Нови дрон има стабилизацију камере по све три осе, сензор од 12 мегапиксела са могућношћу да бележи видео запис у квалитету 2.7К са 30 фрејмова у секунди. Иако има сличне дизајнерске карактеристике као и претходници из серија Мавик Про и Мавик 2, нови дрон је мањих димензија и има већу преносивост (заузима мање простора када је склопљен). Приликом рекламира новог дрона, компанија Ди-Џи-Ај је пажњу стављала на маси дрона, која износи 249 грама, што је омогућавало корисницима појединих западних земаља (нпр. САД, Канада, Уједињено Краљевство) да заобиђу прописе регистрације својих дронова код надлежних управа за цивилно ваздухопловство (у појединим земљама потребно је регистровати дрон уколико његова маса прелази 250 грама). За јапанско тржиште израђен је дрон са лакшом батеријом (масе 50 грама) како би се дрон уклопио у јапански правни систем који захтева регистрацију дрона уколико прелази масу од 200 грама.

### Мавик Ер 2 (Mavic Air 2)
Мавик Ер 2, код корисника познатији и као Ер 2, појавио се на тржишту 27. априла 2020. Нови дрон поседује CMOS камеру од 12 мм (половине инча), батерију која омогућава 34-минутни лет, са брзином од 68,4 километара на час. Нови дрон донео је и нови дизајн даљинског управљача. На дотадашњем даљинском управљачу мобилни телефон, или други уређај који служи као екран приказ видеа, се монтирао на дну управљача, чиме је корисник делимично прекривао екран рукама. Нова верзија даљинског управљача омогућава постављање уређаја изнад управљачких палица што омогућава бољу прегледност екрана. Сличан дизајн и има други произвођач дронова, француски Перот (Parrot) са дроновима Анафи. Разлика између старије верзије Мавик Ер и новог Мавик Ер 2 огледа се и у преносу слике са дрона на екран. Док је Мавик Ер користио побошљани бежични пренос, нови Мавик Ер 2 користи ОкуСинк верзије 2.0 (OcuSync 2.0) чиме се омогућава да се сигнал преноси на фреквентном појасу од 2.4 GHz или 5.8 GHz (систем функционише у режиму једне фреквенције или у режимо обе фреквенције с тим што фреквенција од 5.8 GHz није доступна у свим државама). ОкуСинк омогућава да друге бежичне мреже (нарочито у градском подручју) имају мањи утицај на управљање дроном (због ометања). Домет дрона је до 10 километара. У погледу снимања, Ер 2 подржава „сиров“ (RAW) формат, камеру од 48 мегапиксела, снимање у режиму HDR и израду видео материјала од 240 фрејмова у секунди (за потребе успоравања снимка).

### Мини 2 (Mini 2)
Наследник дрона Мавик Мини, под називом Мини 2, појавио се 5. новембра 2020. године. Као и свој претходник, нови дрон је лак, склопив је, а аутономија лета му је 31 минут. И овај дрон је означен као „дрон за почетнике“. Маса му је идентична као и код свог претходник (249 грама), али у односу на претходника пренос слике између дрона и управљача замењен је технологијом ОкуСинк верзије 2.0. Камера је доживела унапређење па омогућава израду видеа квалитета 4К са 30 фрејмова у секунди. Овај дрон може да издржи ветар 5. нивоа на Бофоровој скали (29-38 км на час; 8.5-10.5 метара у секунди).